# Ocala
Ocala – miasto w Stanach Zjednoczonych, w stanie Floryda.

## Znane osoby
Z Ocala pochodzą Brittany Bowe – amerykańska łyżwiarka szybka oraz Patrick O'Neal – aktor.
19 lipca 1996 zmarł tutaj Marian Cieplak, polski dyplomata, poseł na Sejm w II Rzeczypospolitej.